# Malte Philipp
Malte Philipp (* 3. Oktober 1968 in Templin) ist ein deutscher Segler und Segeltrainer.

## Sportlicher Werdegang
Philipp wurde in der Bootsklasse Finn-Dinghy 1988 Junioreneuropameister und 1989 EM-Zweiter. Deutscher Meister im Finn-Dinghy wurde der Segler des Rostocker Yacht-Clubs in den Jahren 1990 und 1993. Den zweiten Platz bei Deutschen Meisterschaften erreichte Philipp 1992 in derselben Bootsklasse sowie im Drachen 1995 und 2001. Ebenfalls im Drachen holte Philipp seinen größten internationalen Titel, als er 2001 mit Torsten Imbeck und Enver Adakan Weltmeister wurde. Er erreichte des Weiteren Siege bei der Travemünder Woche und bei der Kieler Woche. Im Alter von 24 Jahren erlitt er bei einem Verkehrsunfall eine Nackenverletzung, die ihn vorerst zur Aufgabe der Leistungssportausübung zwang.
Zwischen 1997 und 1999 war er als deutscher Bundestrainer für die Bootsklasse Finn-Dinghy zuständig, bei den Olympischen Sommerspielen 2000 und 2004 betreute Philipp die türkische Segelmannschaft als Trainer, zusätzlich war er zwischen 2000 und 2004 technischer Leiter eines Segelvereins in Istanbul. Von 2004 bis 2009 war er in Deutschland erneut als Bundestrainer tätig. Trainer der kanadischen Olympiamannschaft war er bei den Spielen 2012, er arbeitete dann wieder für den türkischen Segelverband.
2022 wurde er mit Steuermann Ingo Ehrlicher und Thomas Auracher Deutscher Meister in der Bootsklasse Drachen.

## Beruflicher Werdegang
1988 nahm Philipp an der Deutschen Hochschule für Körperkultur (DHfK) ein Studium der Sportwissenschaft auf, das er nach dem Ende der Deutschen Demokratischen Republik (DDR) und dem Übergang eines Teils der DHfK in die sportwissenschaftliche Fakultät der Universität Leipzig an der Außenstelle Rostock abschloss. 1997 legte er an der Universität Rostock im Fach Sportwissenschaft seine Doktorarbeit mit dem Thema Die motorische Fähigkeitsstruktur im olympischen Rennsegelsport: ihre qualifikationsabhängige und positionsspezifische Ausprägung bei Seglern der 470er Bootsklasse vor. 1999 schloss Philipp ein Zweitstudium der Soziologie ab, 2002 wurde in diesem Fach an der Universität Rostock seine Doktorarbeit Die Konstruktion des medialen Dopingdiskurses: Struktur und Strategie angenommen. Philipp veröffentlichte Artikel in den sportwissenschaftlichen Fachzeitschriften Leistungssport und Leipziger sportwissenschaftliche Beiträge, 2015 erschien sein Buch Regattasegeln: Strategie und Taktik.
Philipp war langjähriger Fraktionsvorsitzender in der Rostocker Bürgerschaft für die Fraktion FÜR Rostock.